# Pentila aspasia
Pentila aspasia är en fjärilsart som beskrevs av Karl Grünberg 1910. Pentila aspasia ingår i släktet Pentila och familjen juvelvingar. Inga underarter finns listade i Catalogue of Life.